# Cenușăreasa (film din 1950)
Cenușăreasa este un film de animație american din 1950 produs de Walt Disney și bazat pe povestea Cenușăreasa, de Charles Perrault. Al doisprezecelea în seria Walt Disney Animated Classics, filmul a avut parte de o lansare limitată la data de 15 februarie 1950, cu ajutorul RKO Radio Pictures. Regizorii au fost Clyde Geronimi, Hamilton Luske și Wilfred Jackson. Printre cântecele compuse de Mack David, Jerry Livingston și Al Hoffman se află „A Dream is a Wish Your Heart Makes”, „Bibbidi-Bobbidi-Boo” (cântecul Zânei), „So This Is Love”, „Sing Sweet Nightingale”, „The Work Song” (cântecul șoriceilor) și „Cinderella” (cântecul de pe generic).
A avut două continuări direct-pe-video: Cenușăreasa II: Viața la castel (2002) și Cenușăreasa III: Întoarcerea în timp (2007).
În limba română este cooptată Simona Nae. 

## Rezumat

Cenușăreasa

Cenușăreasa este singurul copil mult-iubit al unui aristocrat văduv. După ce văduvul decide că fiica sa are nevoie de îngrijirea unei mame, tatăl Cenușăresei o ia de soție pe Doamna Tremaine, o femeie mândră și lacomă. Și ea a mai fost căsătorită înainte, și are, din prima căsătorie, două fetițe, Anastasia și Drizella, care au exact vârsta Cenușăresei. Aceste surori vitrege sunt foarte invidioase, privind-o pe fermecătoarea și inocenta Cenușăreasa.
Familia trăiește în fericire timp de câțiva ani, până la moartea tatălui Cenușăresei. Doar atunci își dă Doamna Tremaine arama pe față, punând stăpânire pe avere și pe moșie și începând, alături de fiicele ei, să abuzeze și s-o trateze urât pe Cenușăreasa, invidiindu-i frumusețea. Este forțată să devină servitoare în propria casă și, pe deasupra, trebuie să se conformeze cu pretențiile absurde ale mamei și surorilor sale vitrege. Cenușăreasa ajunge o frumoasă tânără care este bună și drăguță în ciuda greutăților pe care trebuie să le îndure. Se împrietenește cu animalele de la moșia acum în ruină datorită cheltuielilor excesive ale mamei și surorilor sale.
La Palatul Regal, regele este înfuriat peste măsură deoarece fiul său, prințul, refuză categoric să se însoare. Regele este pornit să ajungă își cunoască nepoții, motiv pentru care, împreună cu Marele Duce, organizează un bal în urma căruia prințul va fi nevoit să își aleagă o soție. La bal sunt invitate toate doamnele și domnișoarele din regat.
Când ajunge invitația la bal, Cenușăreasa o întreabă pe mama ei vitregă dacă poate să meargă și ea. I se acordă permisiunea să le însoțească la bal numai dacă va reuși să-și termine treburile casnice și să își găsească o rochie adecvată în timp util. Pentru a nu-i lăsa timp să-și croiască o rochie, surorile vitrege îi dau un munte de haine de spălat precum și alte lucruri de făcut prin casă. Prietenii ei șoricei, în schimb, nu pierd vremea și refac o rochie care a aparținut mamei Cenușăresei, folosind colierul pe care Drizella l-a aruncat și o eșarfă aruncată de Anastasia. Când surorile și mama vitregă sunt pe picior de plecare, Cenușăreasa li se alătură, însă, datorită mamei vitrege, surorile observă că anumite părți din rochie le-au aparținut lor și sfâșie până la refuz rochia creată cu atâta migală. Cele trei îi întorc spatele Cenușăresei și pleacă la bal, lăsând-o pe Cenușăreasa plângând în fundul grădinii.
Însă apare Zâna cea Bună, nașa Cenușăresei, care, cu ajutorul baghetei sale magice, transformă un dovleac într-o caleașcă din sticlă, șoriceii în patru cai albi, câinele, Bruno, într-un valet, calul, Major, în birjar și nu în ultimul rând rochia sfâșiată a Cenușăresei într-o superbă rochie albastră de gală cu pantofi din cristal. Înainte să plece caleașca, Zâna o avertizează pe Cenușăreasa că vraja se va desface odată ce orologiul bate miezul nopții.
La bal, prințul refuză toate fetele, până ce o zărește pe Cenușăreasa. Cei doi dansează în castel și în împrejurimile acestuia până în momentul în care orologiul începe a bate miezul nopții. Cenușăreasa fuge la caleașcă, însă își pierde un pantof pe treptele castelului. Târziu în noapte, Marele Duce îl informează pe rege, care face un veritabil acces de furie, că tânăra necunoscută a fugit și că și-a pierdut unul din pantofi, făcând, cu ajutorul acestuia, un plan pentru a o găsi.
A doua zi dimineață la prima oră, este eliberată o Proclamație Regală, în care se spune că Marele Duce va vizita fiecare casă din regat pentru a găsi fata căreia i se potrivește pantoful de sticlă, urmând ca aceasta să devină soția prințului. Când aceste vești ajung la casa Cenușăresei, mama vitregă și cele două surori încep, ca niște apucate, să se pregătească pentru sosirea Marelui Duce. Cenușăreasa, auzind despre ce e vorba în propoziție, devine subit visătoare și fredonează valsul pe care a dansat cu prințul doar cu o seară în urmă. Realizând că Cenușăreasa a fost cea care a dansat cu prințul, mama vitregă o urmărește pe Cenușăreasa până în dormitorul ei din pod, încuind ușa și punând cheia în buzunar, pentru ca fata să nu-și ocupe niciodată locul ce i se cuvine.
Când ajunge Marele Duce, șoriceii reușesc să fure cheia de la pod și cu chiu cu vai duc cheia până la ușa Cenușăresei, unde sunt întâmpinați de motanul casei, Lucifer. Lucifer este alungat de către Bruno, câinele. Cenușăreasa scapă și începe să coboare scările. Între timp, Anastasia și Drizella încearcă în zadar pantofiorul de sticlă, având picioarele prea mari. În momentul în care Marele Duce dă să iasă din casă, însă, își face apariția Cenușăreasa, iar Ducele și pajul, care ducea pantoful pe o pernă de catifea, se întorc din drum. Doamna Tremaine, știind că Cenușăreasa se va mărita cu prințul, îi pune piedică pajului și pantoful delicat se sparge iremediabil. Cenușăreasa scoate, spre fericirea Ducelui și spre oroarea mamei și a surorilor, perechea pantofului, care este dovada supremă a identității fetei. Cenușăreasa și Ducele decid să țină secret faptul că pantoful s-a spart.
La nuntă, Cenușăreasa și prințul coboară treptele bisericii înconjurați de orez, aruncat de mulțimea adunată, printre care și șoriceii, îmbrăcați în uniforme de general, ca și membrii ai Gărzii Regale. Filmul se încheie cu o scenă în care însurățeii se sărută în caleașcă, în drum spre luna de miere.